# Meromyzobia albitegula
Meromyzobia albitegula är en stekelart som beskrevs av De Santis 1986. Meromyzobia albitegula ingår i släktet Meromyzobia och familjen sköldlussteklar. Inga underarter finns listade i Catalogue of Life.